# Ditaxis dioica
Ditaxis dioica là một loài thực vật có hoa trong họ Đại kích. Loài này được Kunth mô tả khoa học đầu tiên năm 1825.